# Matthieu Pigasse
Matthieu Pigasse (Clichy, 1968) è un imprenditore e politico francese, ex dirigente (administrateur civil) del Ministero dell'economia e delle finanze.

## Imprenditore
A seguito del declino politico del Centro-Sinistra francese Pigasse abbandona la Pubblica Amministrazione e si dedica al settore privato, diventando vicepresidente dell'importantissima banca d'affari Lazard a soli 42 anni.
In qualità di Direttore Generale della Banca Lazard, nel 2012 tratta la ristrutturazione del debito pubblico greco.
Pigasse è noto, nel mondo della finanza, con il soprannome di banchiere punk-rock (nel suo ufficio è appeso un poster del gruppo di punk-rock britannico The Clash) ed è nota la sua frequentazione dei salotti parigini della gauche caviar.
Imprenditore nel settore dell'editoria, Pigasse acquista prima il settimanale (cult per i parigini) Les Inrockuptibles e poi, nel giugno del 2010, prende il controllo (insieme a Pierre Bergé e Xavier Niel) del quotidiano Le Monde, nonostante l'opposizione del Presidente Nicolas Sarkozy · .
L'acquisto di Le Monde da parte del terzetto Pigasse-Bergé-Niel era stata attivamente osteggiata dal Presidente della Repubblica francese, che aveva favorito una cordata con a capo il Nouvel Observateur (assieme con Orange e lo spagnolo Prisa). Tuttavia, il 90% dei giornalisti di Le Monde, fino ad allora proprietari del giornale, votò a favore dell'offerta lanciata dai tre finanziari, contando sulle più solide risorse economiche degli stessi.
Nel 2012, attraverso Le Monde Pigasse si è accordato con la proprietà americana dell'omonimo giornale per lanciare anche in Francia l'Huffington Post (già attivo nella versione on line).

## Politico
Diplomatosi all'ENA, collabora presso il Ministero dell'economia con Dominique Strauss-Kahn e Laurent Fabius è rimasto vicino al Partito Socialista.
Attualmente, è membro della fondazione Jean Jaurès, think tank del partito, e della fondazione europeista EuropaNova.
Nel 2007 collabora con Ségolène Royal e non nasconde l'ambizione di ottenere un ministero in caso di vittoria.
Nel 2009 collabora con Dominique Strauss-Kahn, Laurent Fabius, Ségolène Royal, Bertrand Delanoë e Manuel Valls.